# Zamek w Przyszowie
Zamek w Przyszowie – nieistniejący zamek króla Kazimierza III Wielkiego zbudowany przed 1358 rokiem i znajdujący się dawniej na północ od wsi Przyszów w województwie podkarpackim.
Nikłe pozostałości ziemne zamku są położone na niewielkim wzgórzu, lewym brzegu Łęgu. Według Liber beneficiorum Jana Długosza zamek polecił zbudować król Kazimierz III Wielki. Informacji tej nie ma jednak w kronice Janka z Czarnkowa. Obwarowana budowla z wieżą miała służyć królowi jako „zameczek myśliwski” w czasie łowów prowadzonych w Puszczy Sandomierskiej. W 1358 roku wzmiankowano curia regia (dwór królewski). Król Kazimierz Wielki na zamku w Przyszowie wystawił w 1368 akt lokacyjny dla miasta Lwowa. Odnotowano także 16 pobytów na zamku w Przyszowie króla Władysława II Jagiełły w latach 1389–1433. Jedno z polowań przeprowadzono gromadząc zapasy mięsa przed wielką wojną z Krzyżakami. W 1462 roku wzmiankowano curia regio cum turris (dwór królewski z wieżą).
Więcej wiadomości na temat zamku pochodzi z XVI wieku, kiedy stał się jedną z rezydencji Jana Amora Tarnowskiego. Hetman Tarnowski dołożył wielu starań, by w obliczu niepokojów tureckich wzmocnić walory militarne zamku, tak jak to zrobił na Zamku Dolnym w Rożnowie i w Tarnowie. Z jego inicjatywy wzniesiono ponadto kaplicę, a obsługujący ją kapelan został uposażony dochodami z czynszów starostwa sandomierskiego. Jak wynika z treści szesnastowiecznych opisów inwentarzowych zamek zmodernizowany przez Tarnowskiego miał w większości zabudowę drewnianą, otoczoną drewniano-ziemnymi umocnieniami.
Założenie składało się z dwu członów: zamku górnego, zbudowanego prawdopodobnie na planie czworoboku, oraz z zamku średniego, w którego skład wchodziły budynki murowane z drewnianą nadbudową. Do rezydencji przylegało podzamcze, stanowiące zaplecze gospodarcze.
Zamek w Przyszowie istniał do 1624, kiedy zniszczyły go zapuszczające się aż tutaj oddziały Tatarów podczas najazdu Kantymira Murzy. Kolejne zniszczenia nastąpiły podczas potopu szwedzkiego w 1656 i 1657 roku. Opis z 1657 roku informuje o złym stanie warowni. W 1690 roku z inicjatywy Tarnowskich rozpoczęto remont zamku, ale go nie zakończono z powodu zdefraudowania przez starostę drewna przeznaczonego na budowę. W 1. połowie XVIII wieku zamek opuszczono.
Około 1752 roku na polecenie Jerzego Ignacego Lubomirskiego zamek rozebrano na potrzeby budowanego klasztoru kapucynów w Rozwadowie.
Relikty warownego założenia do 2022 roku były rozpoznawane przez archeologów jedynie sondażowo, ale do tego czasu nie przeprowadzono badań wykopaliskowych.